# Reconstituire istorică
Reconstituirea istorică este o activitate educativă în care participanții desfășoară un program după un plan prestabilit pentru a recrea diverse aspecte ale unui eveniment sau perioade istorice. Aceste aspecte pot fi de nișă, cum ar fi reconstituirea unui moment anume dintr-o luptă, cum ar fi de exemplu reconstituirea atacului lui Pickett în timpul Marii Reuniuni din 1906, sau pot atinge subiecte mult mai largi, cum ar fi perioada Primului Război Mondial ori a celui de-al Doilea Război Mondial. 

## Reconstituirea istorică în decursul timpului
Activitățile legate de "reconstituirea istorică" au o istorie lungă. Romanii încă din antichitate au reprodus în amfiteatrele lor unele bătălii devenite faimoase, sub forma unor spectacole publice. În Evul Mediu, turnirurile reconstituiau frecvent teme istorice din Antichitate sau din diverse locuri. În secolul al XIX-lea, reconstituirile istorice aveau o largă răspândire în unele țări, ca de exemplu Turnirul Eglinton din 1839 în Marea Britanie. La începutul secolului al XX-lea erau foarte populare în Rusia reconstituirea bătăliilor din timpul Asediului Sevastopolului (1854-1855), a celei de la Borodino (1812) la Sankt Petersburg și cucerirea Azovului (1696)la Voronej în anul 1918. În anul 1920 a avut loc reconstituirea atacului Palatului de Iarnă din 1917, la aniversarea a trei ani de la evenimentul real. Această reconstituire l-a inspirat pe Sergei Einsenstein pentru filmul său Octombrie: zece zile care au șocat lumea.
De asemenea, mari concursuri au fost organizate cu scopul de a comemora diverse alte evenimente, cum ar fi a 150-a aniversare a fondării orașului St Louis, ținută în anul 1914. Reconstituirea Războiului Civil American ținută în SUA cu ocazia centenarului războiului, a început să atragă începând cu anul 1961 din ce în ce mai mulți reenactori, dintre care mulți sunt deosebit de pasionați de acest hobby.

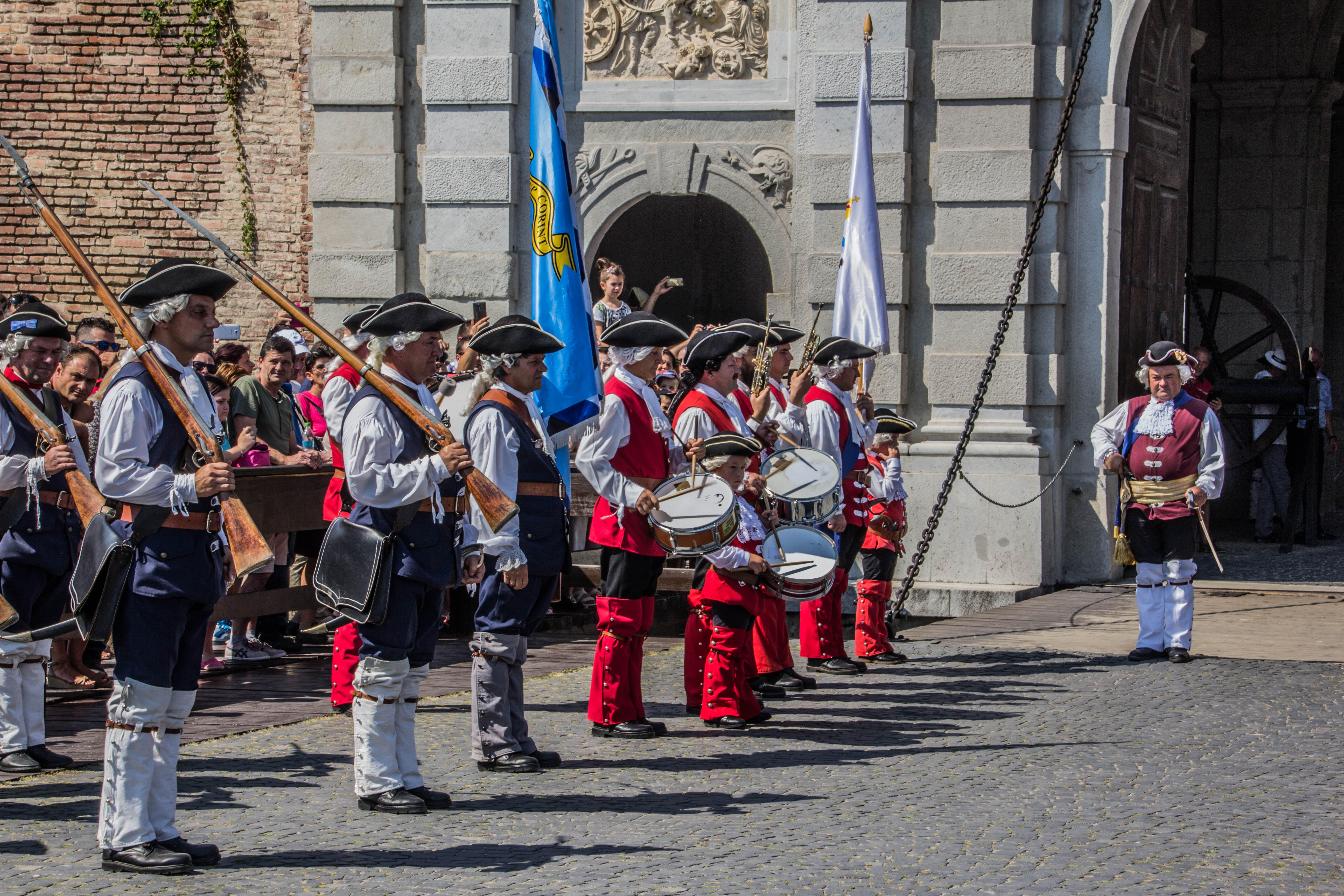
Garda Cetății Alba Carolina

## Living history
Termenul de living history (istorie trăită, istorie vie) descrie activitatea prin care istoria este adusă la viață în fața publicului fără a se utiliza un scenariu anume. Prezentarea istorică formează un tot care împletește reconstituiri bine documentate științific ale unor evenimente istorice bine cunoscute, cu scop educativ,  incluzând prezentări bine făcute din punct de vedere actoricesc, precum și diverse întreceri cu scop de amuzament. Limita dintre reenactorii amatori și cei profesioniști care evoluează la evenimentele de tip living history în cadrul muzeelor în aer liber este greu de distins. În timp ce muzeele în aer liber angajează profesioniști pentru a transpune istoria în viață, unele muzee sau în locuri cu semnificație istorică preferă pentru evenimente speciale colaborarea cu grupuri de living history care au standarde înalte de reconstituire.

## Reenactorii și prezentatorii de living history
Cei mai mulți participanți sunt amatori pasionați de istorie, ca hobby. Participanții sunt foarte diferiți. Vârsta participanților variază de la copii, pe care părinții îi duc la diverse evenimente, până la oameni în etate. Printre adulți se regăsesc cele mai variate ocupații în viața de zi cu zi: studenți, pompieri, avocați, militari, medici, muncitori și chiar istorici profesioniști.

## Motivele pentru a face reconstituire istorică
Motivele fiecărui reenactor pentru a face reconstituire istorică pot diferi mult de ale altuia. Unii participanți sunt interesați să înțeleagă mai bine o anumită epocă istorică sau un anumit moment dintr-un război, mai ales dacă știu că au avut strămoși care au participat direct la anumite evenimente istorice. Alții pur și simplu găsesc în reconstituirea istorică o "evadare" din cotidian. Recontituirea istorica atrage de asemenea persoane din domenii conexe precum colectionarii de antichitati sau machetistii, acestia dorind sa-si extinda hobby-ul, folosind obiectele colectionate sau expunandu-le in fata publiului, in contextul epocii lor de origine.

## Hainele și echipamentul
În Occident există numeroase firme care produc haine, uniforme și echipament pentru reenactori, ori numai materia primă pentru realizarea acestora. Unele firme pun la dispoziție uniforme haine realizate manual, stofe produse și vopsite manual ori cusute cu mâna sau cu mașini de cusut de epocă.
Se acordă mare atenție autenticității, atât pentru haine, cât și pentru încălțăminte, căciuli, ochelari, accesorii, echipament militar, armament etc. Aceste echipamente (de obicei mult mai scumpe decât hainele moderne produse în serie) oferă celui care le poartă o experiență deosebită, permițându-i să experimenteze mai îndeaproape epoca istorică reconstituită.
Pentru public, autenticitatea în realizarea echipamentului oferă o satisfacție mult mai mare, evenimentul oferind valoare educativă importantă.

## Categorii de reenactori
Reenactorii se împart în mod obișnuit în câteva categorii, definite destul de larg, în funcție de autenticitatea pe care o afișează.

### Farbs
Unii reenactori, numiți "farbs" sau "soldații de plastic", sunt reenactori care investesc puțini bani și timp în a reconstitui fidel uniformele, accesoriile sau perioada pe care o reprezintă. Ei sunt cel mai puțin credibili dintre reenactori. Lipsa lor de autenticitate provine din faptul că folosesc la reprezentări materiale sau obiecte anacronice, care nu se potrivesc epocii reconstituite: fibre sintetice pentru perioade când acestea nu erau inventate încă, telefoane mobile, autovehicule moderne, țigări cu filtru care nu au existat până la mijlocul secolului al XX-lea, sunetele de arme sunt aduse pe fundal prin ajutorul boxelor si telefoanelor mobile etc.
Originea cuvântului "farb" (cu diminutivul său "farby") este necunoscută, deși la primele reconstituiri ale Războiului Civil American din anii 1960-1961 noțiunea era deja cunoscută. Unii cred că provine din expresia "far be it from authentic" ("departe de a fi autentic").

### Mainstream
Reenactorii mainstream, care constituie marea masă a lor, de unde și denumirea categoriei (mainstream, adică "de masă", "majoritatea"), fac mari eforturi pentru a fi autentici atât timp cât se află în fața publicului. Când publicul nu este prezent, ei pot să iasă din rol și își permit folosirea unor obiecte sau materiale anacronice, în moduri mai mult sau mai puțin vizibile. De obicei acești reenactori folosesc uniforme și echipamente bine reconstituite, ceea ce este vizibil publicului fiind bine documentat științific și realizat. Totuși, pe sub uniforme acești reenactori poartă obiecte moderne de îmbrăcăminte, cum ar fi tricouri cu mânecă scurtă, cămăși moderne, atât timp cât publicul nu le poate vedea. În mod obișnuit acești reenactori prezintă publicului spectacole de reconstituire istorică bine realizate. 

### Progresiștii
La extrema opusă reenactorilor "farb" se află așa-numiții "progresiști". Uneori ei sunt numiți peiorativ "numărătorii de cusături" (pentru că respectă la reconstituirea hainelor inclusiv modul de coasere manuală a hainelor din diferite epoci), "naziști ai autenticității", "naziștii cusăturilor", fiind deseori înțeleși greșit de către public.
Progresiștii apreciază în general cercetarea științifică amănunțită a epocii reprezentate și uneori îi privesc de sus pe reenactorii "mainstream", motivând că aceștia din urmă ar face reconstituiri istorice mai puțin bine documentate. Progresiștii se caracterizează printr-o contopire cu perioada istorică reconstituită, încercând cât mai mult să trăiască exact așa cum trăiau oamenii din epoca reconstituită. Această trăire dusă la extrem include purtarea pe dedesubtul uniformei a lenjeriei realizată exact ca în epocă, atenție inclusiv la textura și cusătura stofelor, și folosirea la mâncare numai a produselor și condimentelor disponibile în epocă. Progresiștii păstrează autenticitatea inclusiv atunci când nu este prezent publicul. 

## Tipuri de reconstituire istorică

### Living history
Evenimentele de tip living history sunt de obicei foarte educative pentru public. Aceste evenimente nu implică neapărat reconstituirea unei bătălii, ci au mai mult scopul de a reproduce modul de viață al oamenilor din alte vremuri. De aceea la aceste evenimente participă atât reenactori îmbrăcați în uniforme militare, cât și în haine civile de epocă. Pentru a se explica publicului stilul de viață, reenactorii apelează la mici scenete ori un povestitor spune povestea dorită. Sunt frecvente atelierele de meșteșugari, reenactorii pot fi văzuți gătind, distrându-se, cântând ori făcând alte activități specifice epocii reprezentate. Cei care reconstituie militari pot prezenta publicului modul în care se instruiau soldații ori viața pe care o ducea aceștia în timpul serviciului militar.

### Demonstrațiile de luptă
Demonstrațiile de luptă sunt puse în scenă de către diferite cluburi de reconstituire istorică cu scopul de a prezenta modul în care se lupta într-o anumită epocă. Luptele nu se desfășoară folosind exemplul unei bătălii reale și cunoscute din punct de vedere istoric, ci are doar rolul unei prezentări generale. 

### Reconstituirile de bătălii
Reconstituirile de bătălii sunt reconstituiri istorice în cel mai strict sens al cuvântului. Ele se desfășoară după planuri bine realizate, reconstituind exact o anumită bătălie, așa cum s-a dat ea. Diversele companii sau regimente de reenactori iau parte la bătălie exact așa cum aceste subunități au luptat în realitate.
De obicei aceste reconstituiri se fac exact pe locul unde s-a dat bătălia ori în apropierea acestui loc. Numărul de participanți poate varia mult, de la câteva sute la câteva mii, publicul fiind de obicei foarte numeros, de ordinul miilor sau zecilor de mii de persoane.

### Luptele tactice
De obicei luptele tactice nu sunt deschise publicului. Ele se dau așa cum au fost date bătăliile reale, dar nu urmează nici un scenariu prestabilit. "Airsoftul istoric" este un derivat al reconstituirii istorice militare. 

### Reconstituirea istorică comercială
Multe muzee, cetăți, castele sau locuri cu semnificație istorică angajează actori sau reenactori profesioniști pentru a atrage public. De obicei acest tip de reconstituire istorică vizează reconstituirea unui anumit oraș, sat, sau a unei activități bine definite în timp. În mod obișnuit reconstituirile istorice comerciale sunt coregrafiate și urmează un scenariu bine stabilit. 

## Reconstituirea istorică în România
Mai ales după anul 2000 reconstituirea istorică în România a luat avânt, existând în prezent mai multe cluburi de istorie și asociații care reconstituie perioade începând din Antichitate și terminând cu al Doilea Război Mondial, având ca arie de interes atât istoria locală, cât și cea universală. 
- Divizia Großdeutschland